# Ibisia vaillanti
Ibisia vaillanti is een vliegensoort uit de familie van de waterdazen (Athericidae). De wetenschappelijke naam van de soort is voor het eerst geldig gepubliceerd in 1982 door Thomas.